# Hedefors
Hedefors är ett brukssamhälle längs med Säveån, mellan Stenkullen och Lerum i Lerums kommun, Västra Götalands län.
Söder om samhället passerar väg E20, och norr om samhället Västra stambanan. Fram till 1986 hade samhället egen järnvägshållplats, men tågstoppet drogs in för att snabba upp restiden för pendeltågstrafiken mellan Göteborg och Alingsås. Närmaste pendeltågsstation finns numera i Stenkullen.